# Golpe Sunga
O Golpe Sunga (185 a.C.) foi um golpe de Estado que resultou na queda do Império Máuria e no assassinato de seu último governante, Briadrata Máuria. A conspiração foi organizada pelo general Pusiamitra Sunga, comandante do exército máuria, que, após derrubar o imperador, fundou a dinastia Sunga. Segundo o Harshacharita de Banabhatta, Pusiamitra organizou uma exibição pública do exército máuria diante de Briadrata, sob o pretexto de demonstrar seu poderio militar. No meio desse desfile, ele assassinou o imperador em frente às tropas e autoproclamou-se o novo governante.